# Machecoul-Saint-Même
Machecoul-Saint-Même es una comuna nueva francesa situada en el departamento de Loira Atlántico, de la región de Países del Loira.

## Historia
Fue creada el 1 de enero de 2016, en aplicación de una resolución del prefecto de Loira Atlántico de 23 de noviembre de 2015 con la unión de las comunas de Machecoul y Saint-Même-le-Tenu, pasando a estar el ayuntamiento en la antigua comuna de Machecoul.

## Demografía
| Gráfica de evolución demográfica de Machecoul-Saint-Même entre 1800 y 2013 |
|                                                                            |

Los datos entre 1800 y 2013 son el resultado de sumar los parciales de las dos comunas que forman la nueva comuna de Machecoul-Saint-Même, cuyos datos se han cogido de 1800 a 1999, para las comunas de Machecoul y Saint-Même-le-Tenu de la página francesa EHESS/Cassini. Los demás datos se han cogido de la página del INSEE.

## Composición
| Comuna delegada    | Código INSEE | Población (2013) | Superficie (km²) | Densidad (hab./km²) |
| ------------------ | ------------ | ---------------- | ---------------- | ------------------- |
| Machecoul          | 44087        | 6076             | 66.62            | 91                  |
| Saint-Même-le-Tenu | 44181        | 1191             | 18.27            | 65                  |